# National Academy of Recording Arts and Sciences
Recording Academy er en amerikansk organisation af musikere, pladeproducere, teknikere og andre, der beskæftiger sig professionelt med plader. Organisationens formål er at forbedre vilkårene for musikken og dens skabere, hvilket blandt andet sker med uddelingen af Grammy Award-priserne.
Det formelle navn for organisationen er The National Academy of Recording Arts & Sciences, Inc., hvilket også ses forkortet til NARAS.
| Musik | Spire Denne musikartikel er en spire som bør udbygges. Du er velkommen til at hjælpe Wikipedia ved at udvide den. |